# دینو د لائورنتیس
آگوستینو «دینو» د لائورنتیس (به ایتالیایی: Agostino "Dino" De Laurentiis) تهیه‌کننده ایتالیایی بود که کارش را با فیلم‌های نئورئالیستی زادگاهش شروع کرد؛ از جمله با فدریکو فلینی، در فیلم‌هایی چون جاده و شب‌های کابیریا.
دینو د لائورنتیس بعد به آمریکا مهاجرت کرد و تهیه‌کننده ده‌ها فیلم پرفروش شد؛ از باراباس گرفته تا کینگ کنگ. 
دلارنتیس در تاریخ ۱۰ نوامبر ۲۰۱۰ در سن ۹۱ سالگی در شهر بورلی هیلز ایالت کالیفرنیا درگذشت.

## گزیده فیلم‌شناسی
- جاده (۱۹۵۴)
- شب‌های کابیریا (۱۹۵۶)
- باراباس (۱۹۶۱)
- همسرم (۱۹۶۴)
- مردی به نام اسلج (۱۹۷۰)
- سرپیکو (۱۹۷۳)
- فرانک بدجنس و تونی بی‌مخ (۱۹۷۳)
- آرزوی مرگ (۱۹۷۴)
- سه روز کرکس (۱۹۷۵)
- کینگ کنگ (۱۹۷۶)
- تخم مار (۱۹۷۷)
- رگتایم (۱۹۸۱)
- تلماسه (۱۹۸۴)
- شکارچی انسان (۱۹۸۶)
- مخمل آبی (۱۹۸۶)
- مرده شریر ۲ (۱۹۸۷)
- ارتش تاریکی (۱۹۹۳)
- هانیبال (۲۰۰۱)
- اژدهای سرخ (۲۰۰۲)
- خیزش هانیبال (۲۰۰۷)